# سیارک ۱۶۱۲۰
سیارک ۱۶۱۲۰ (به انگلیسی: 16120 Burnim، نامگذاری:1999XV60) شانزده هزار و صد و بیستمین سیارک کشف شده‌است که در ۷ دسامبر ۱۹۹۹ کشف شد.
قدر مطلق سیارک برابر ۱۱.۲ است.